# Kátia da Silva
Kátia da Silva, de son nom complet Kátia Cilene Teixeira da Silva, est une footballeuse brésilienne née le 18 février 1977 à Rio de Janeiro au Brésil.

## Carrière
Elle évolue au poste d'attaquante au PSG durant la saison 2010-2011. Elle a joué pour l'Olympique lyonnais pendant 4 ans, après avoir porté les couleurs des San Jose CyberRays, dans la WUSA (Women's United Soccer Association). Actuellement, elle joue dans le club russe de Zorky Krasnogorsk.  
Kátia fait partie de la sélection nationale brésilienne depuis l'année 1999. Elle compte actuellement 32 sélections et 27 buts en équipe nationale. Elle a notamment été finaliste de la Coupe du monde féminine 2007 qui se déroulait en Chine.

## Palmarès
Brésil
- Vainqueur des Jeux panaméricains en 2007.
- Finaliste de la Coupe du monde de football féminin 2007.

 Olympique Lyonnais
- Vainqueur du Challenge de France féminin en 2008.
- Championne de France en 2007, 2008, 2009 et 2010.
- Finaliste de la Ligue des champions féminine de l'UEFA en 2010.

 Paris Saint-Germain
- Vice-championne de France en 2011.